# Vale de Ordesa

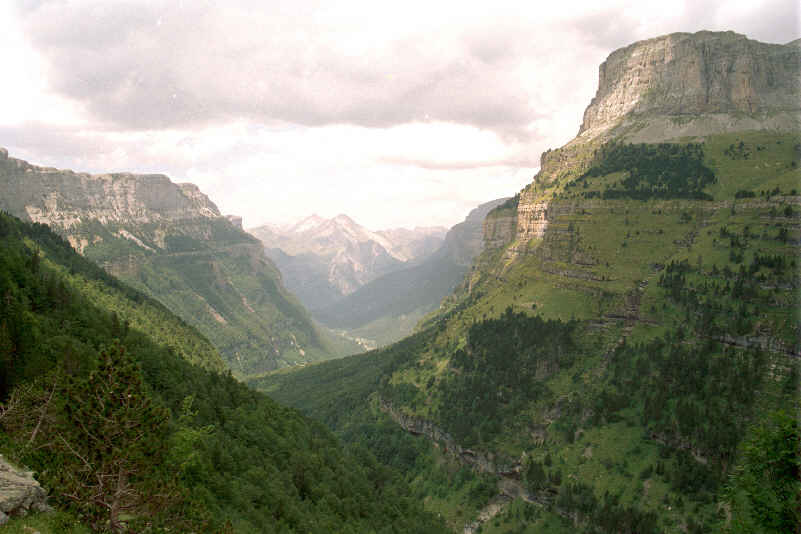
Vale de Ordesa visto da Senda de Cazadores em sua parte intermediária

O Vale de Ordesa (42°38′55″N, 0°3′29″O) é o vale que originou a criação do Parque Nacional de Ordesa en 16 de agosto de 1918, na Espanha. Anos mais tarde, em 1982, seria ampliado para criar o Parque nacional de Ordesa y Monte Perdido incluindo o maciço de Monte Perdido, o Canyon de Añisclo, a Gargantas de Escuaín e a cabeceira do Vale de Pineta.
Em sentido amplo, o Vale de Ordesa inclui uma ampla zona de pequenos vales e barrancos, planaltos e picos (muitos com mais de 3000 m de altura), cujos limites seriam ao Norte a crista Monte Perdido-Mondarruego, que serve de fronteira com França em grande parte, ao Sul a crista Sierra Custodia-Acuta e ao Oeste a confluência com a cabeceira do Vale do Ara ou Vale de Bujaruelo. Todo este conjunto forma uma bacia fluvial, que através de vales secundários e cascatas, desemboca no Vale de Ordesa propriamente dito, por cujo fundo discorre o rio Arazas.

## Zonas altas

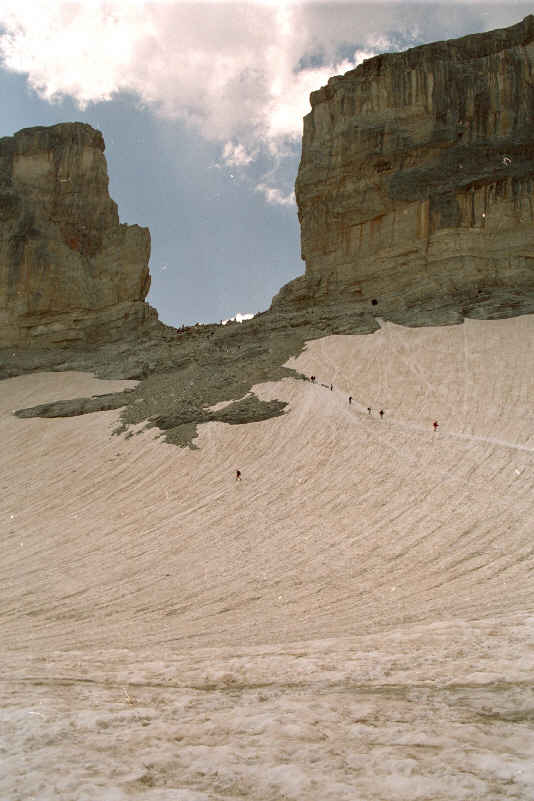
Brecha Rolando, passo natural entre Espanha e França

Nas zonas altas destaca uma parte da crista Norte, desde o Monte Perdido (3.355 m) até os Gabietos (3.034 m), toda uma sucessão de picos de mais de 3.000 m, na qual se abre uma impressionante gruta, a Brecha de Rolando, passo "natural" entre França e Espanha e que segundo a lenda foi aberta por um golpe da espada de Rolando. Um pouco ao Sul da Brecha se encontra a Gruta de Casteret, cujo interior está em grande parte congelado, com colunas e cascatas de gelo.
A vertente Norte descende em uma sucessão de círculos e vales glaciais, com cascatas impressionantes, entre as que destaca o Círculo e cascata de Cotatuero, em cuja travessia se encontram as famosas clavijas de Cotatuero, umas simples barras metálicas cravadas em uma parede vertical de passo obrigado e não aptas para pessoas que sofram de vertigens.

## Zonas baixas

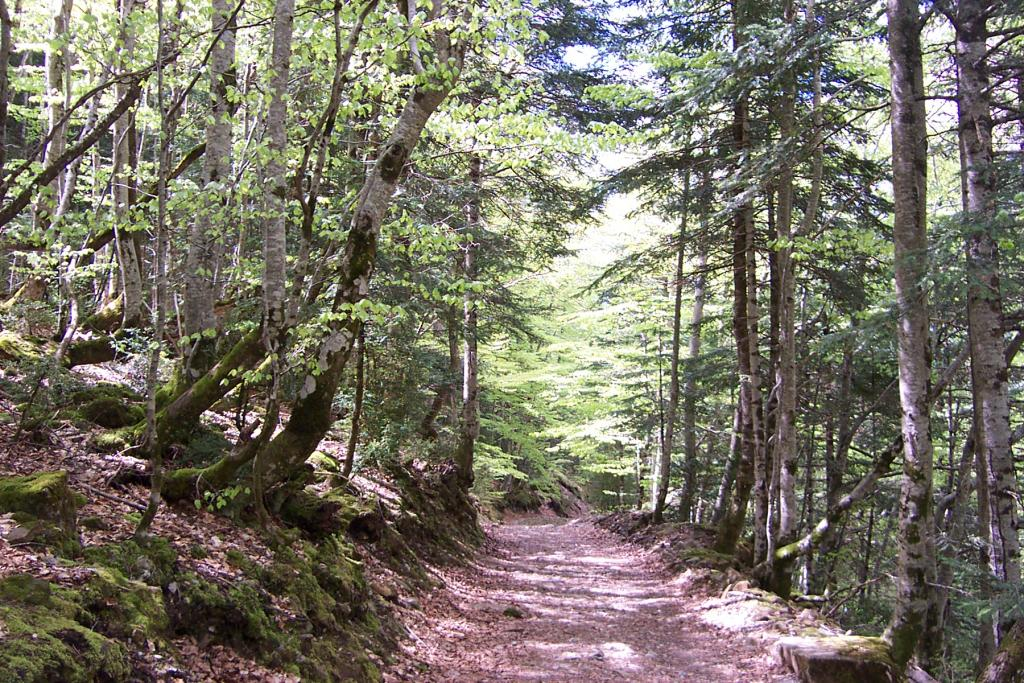
Caminho no Vale de Ordesa e Monte Perdido

O Valle de Ordesa propriamente dito é um espetacular vale glacial, com uma marcada forma de "U", situado ao Sudoeste do |Macizo del Monte Perdido, por cujo fundo o rio Arazas vai descendendo em uma sucessão de belas cascatas. Desde a que inicia o vale, no Circo de Soaso, conhecida como a Cola de Caballo e que se abre em um leque branco que desliza rocha abaixo, passando pelas Gradas de Soaso, uma sucessão de múltiplas cascatas escalonadas, até as cascatas do Estreito e a Cueva, enormes saltos de água que fazem tobogãs em curvas na rocha calcária.
Nas paredes verticais do vale, produzidas pela diferente dureza das capas rochosas expostas pela ação do antigo glaciar, se abrem várias fajas, pequenas cornijas horizontais que permitem recorrer o vale em altura por vertiginosas e estreitas fendas. Delas destacam-se a Senda de Cazadores, que chega a ter 600 m de desnível ao fundo e que permite recorrer a vista de pássaro praticamente todo o vale por sua vertente Sul, e a Faja de las Flores, mais alta e vertiginosa na vertente Norte.